# Renat Dadashov
Renat Dadashov (Rüdesheim, 1999. május 17. –) német születésű azeri válogatott labdarúgó, a Motor Lublin csatára.

## Pályafutása

### Klubcsapatokban
Dadashov a németországi Rüdesheimben született. Az ifjúsági pályafutását a TSV Bleidenstadt és az RB Leipzig csapatában kezdte, majd 2017-ben az Eintracht Frankfurt akadémiájánál folytatta.
2018-ban mutatkozott be a portugál Estoril másodosztályban szereplő felnőtt csapatában. 2019-ben az angol első osztályban érdekelt Wolverhampton Wanderers szerződtette. 2019 és 2022 között a portugál Paços de Ferreira és Tondela, illetve a svájci Grasshoppers csapatát erősítette kölcsönben.
2022. július 9-én kétéves szerződést kötött a Grasshoppers együttesével. Először a 2022. július 24-ei, Lugano ellen 2–1-re megnyert mérkőzés félidejében, Francis Momoh cseréjeként lépett pályára. Első gólját 2022. július 31-én, a Young Boys ellen 1–1-es döntetlennel zárult találkozón szerezte meg. 2023. szeptember 5-én 1+1 évre kölcsönbe került a török Hatayspor csapatához. 2024. augusztus 8-án kétéves szerződést írt alá az Ankaragücü csapatával. 2025. február 20-án szerződést bontott a klubbal. Február 24-én a lengyel Radomiak 2025. június 30-ig szerződtette, hosszabbítási lehetőséggel. 2025. július 15-én egyéves szerződést írt alá a Motor Lublin csapatával.

### A válogatottban
Dadashov a német és azeri korosztályos válogatottaknak is tagja volt.
2017-ben debütált az azeri válogatottban. Először a 2017. szeptember 4-ei, San Marino ellen 5–1-re megnyert VB-selejtező 72. percében, Araz Abdullayevet váltva lépett pályára. Első válogatott gólját 2022. szeptember 22-én, Szlovákia ellen 2–1-re megnyert Nemzetek Ligája mérkőzésen szerezte meg.

## Statisztikák
2023. április 30. szerint
| Klub                           | Szezon   | Osztály            | Bajnokság | Bajnokság | Kupa és Ligakupa | Kupa és Ligakupa | Nemzetközi | Nemzetközi | Összesen | Összesen |
| Klub                           | Szezon   | Osztály            | Meccs     | Gól       | Meccs            | Gól              | Meccs      | Gól        | Meccs    | Gól      |
| ------------------------------ | -------- | ------------------ | --------- | --------- | ---------------- | ---------------- | ---------- | ---------- | -------- | -------- |
| Estoril                        | 2018–19  | Liga Portugal 2    | 22        | 4         | 3                | 0                | —          | —          | 25       | 4        |
| Paços de Ferreira (kölcsönben) | 2019–20  | Liga Portugal      | 7         | 0         | 2                | 1                | —          | —          | 9        | 1        |
| Tondela (kölcsönben)           | 2021–22  | Liga Portugal      | 30        | 2         | 7                | 1                | —          | —          | 37       | 3        |
| Grasshoppers                   | 2022–23  | Swiss Super League | 29        | 8         | 1                | 1                | —          | —          | 30       | 9        |
| Összesen                       | Összesen | Összesen           | 88        | 14        | 13               | 3                | 0          | 0          | 101      | 17       |

### A válogatottban
| Válogatott   | Év       | Pályára lépés | Gól |
| ------------ | -------- | ------------- | --- |
| Azerbajdzsán | 2017     | 1             | 0   |
| Azerbajdzsán | 2019     | 5             | 0   |
| Azerbajdzsán | 2020     | 1             | 0   |
| Azerbajdzsán | 2021     | 3             | 0   |
| Azerbajdzsán | 2022     | 9             | 1   |
| Azerbajdzsán | 2023     | 9             | 2   |
| Azerbajdzsán | 2024     | 6             | 1   |
| Azerbajdzsán | 2025     | 4             | 1   |
| Összesen     | Összesen | 38            | 5   |

#### Góljai a válogatottban
| # | Időpont              | Helyszín                                   | Ellenfél     | Gólok | Eredmény | Kiírás                     |
| - | -------------------- | ------------------------------------------ | ------------ | ----- | -------- | -------------------------- |
| 1 | 2022. szeptember 22. | Tehelné pole, Pozsony, Szlovákia           | Szlovákia    | 1–0   | 2–1      | 2022–23-as Nemzetek Ligája |
| 2 | 2023. szeptember 12. | Dalga Arena, Baku, Azerbajdzsán            | Jordánia     | 2–1   | 2–1      | Barátságos mérkőzés        |
| 3 | 2023. november 16.   | Tofik Bahramov Stadion, Baku, Azerbajdzsán | Svédország   | 2–0   | 3–0      | 2024-es EB-selejtező       |
| 4 | 2024. szeptember 5.  | Tofik Bahramov Stadion, Baku, Azerbajdzsán | Svédország   | 1–3   | 1–3      | 2024–25-ös Nemzetek Ligája |
| 5 | 2025. június 10.     | Dalga Arena, Baku, Azerbajdzsán            | Magyarország | 1–1   | 1–2      | Barátságos mérkőzés        |